# Палаты в Среднем Овчинниковском переулке
Палаты в Среднем Овчинниковском переулке — здание-достопримечательность в Москве.

## Географическое расположение
Палаты в Среднем Овчинниковском переулке находятся по адресу: Средний Овчинниковский переулок, дом 10, строение 1. Район Замоскворечье.

## История
Здание каменных палат в Среднем Овчинниковском переулке создано в конце XVII века по проекту неизвестного автора. Предназначение неизвестно. Одни учёные предполагают, что в этом месте находилась съезжая или приказная изба. В ней хранились документы об управлении городом, печати, государевы грамоты, росписи сборов и приходные, расходные книги. Однако другие имеют другую точку зрения. В здании велось производство. Они имеют в качестве доказательства: отходы кожи, найденные археологами.
С 1632 года здесь размещалась Овчинная слобода. В неё было более 10 дворов. Благодаря этому назван переулок, пролегающий рядом и храм Михаила Архангела. По мнению учёных, считающих что здесь находилось производство, на первом этаже работала ремесленная кожевная мастерская по овчине. На втором этаже размещалось административная контора.
В XVIII веке слободу ликвидировали. Хозяевами палаты стали частные лица. В 1812 году палаты сильно пострадали от пожара в Отечественную войну. С 1814 года по 1835 год здание перестроили под особняк с мезонином в стиле ампир. При этой реконструкции появилась пристройка с южной стороны. Сегодня она сохранила свой изначальный вид, какой была в XIX столетии.
С 1976 года по 1981 год проводилась научная реставрация здания. Сооружение воссоздали в том виде, в котором оно было возведено в XVII веке, оставив нетронутой более позднюю пристройку. В 2001 году вновь проведены восстановительные работы объекта — за счёт строительного торгового комплекса, находившегося поблизости, после чего здание было отдано в бессрочные использование приходу Храму Михаила Архангела. Здесь проживают служители.

## Архитектура
Архитектор неизвестен. Два этажа кубической формы. В здании четырёхчастная планировка и стены перекрещиваются, что необычно в Москве в XVII веке. Этажи соединены лестницами внутри стен. На первом этаже окно в виде арок. На втором клиньями.
В 1835 году здание выдержано в стиле ампир. С юга пристроено здание. На западной стороне пристроены два этажа. Создан мезонин.
В 1976 году архитектором реставрации данного была объекта Инесса Ивановна Казакевич.